# 벨레스의 서

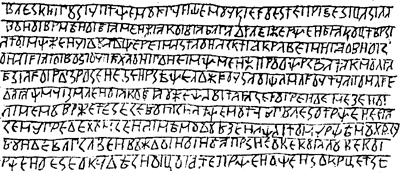
유일하게 알려진 판자의 윤곽 사본. 이 책은 "우리가 이 책을 벨레스에게 바친다..."로 시작하는 이 판자의 이름을 따서 명명되었다.

벨레스의 서(Book of Veles)는 나무 판자에 쓰여진 것으로 추정되는 슬라브 종교와 역사에 관한 고대의 텍스트라고 주장되는 문학 위조이다.
여기에는 교훈적이고 도덕적인 성격을 지닌 종교적 구절이 산재해 있는 역사적 기록이라는 취지가 포함되어 있다. 이 책은 가정된 사건을 언급하는데, 그 중 가장 이른 사건은 기원전 7세기 경으로 추정되는 반면, 가장 늦은 사건은 서기 9세기경에 발생했을 것으로 추정한다.
이 책은 1919년에 발견되어 1941년에 분실된 것으로 알려져 있다. 학자들은 이 책이 1940년대~1950년대에 위조되었거나 19세기 초에 위조된 것으로 널리 믿고 있다. 이에 대한 가장 결정적인 증거는 본문의 언어이다. 이는 서로 다른 현대 슬라브어파가 혼합되어 있고, 잘못되고 고안된 언어 형식이 있으며 정규 문법이 없다. 더욱이, 이 책의 현대판마다 텍스트 버전이 다르다. 그럼에도 불구하고 일부 슬라브 신교도들은 이 책을 경전으로 사용한다.